# Ronde van Vlaanderen 2021
Ronde van Vlaanderen 2021 – 105. edycja wyścigu kolarskiego Ronde van Vlaanderen, która odbyła się 4 kwietnia 2021 na liczącej ponad 254 kilometry trasie z Antwerpii do Oudenaarde. Impreza kategorii 1.UWT była częścią UCI World Tour 2021.

## Uczestnicy

### Drużyny
| WorldTeams (19)- AG2R Citroën Team - Astana-Premier Tech - Bahrain Victorious - Bora-Hansgrohe - Cofidis - Deceuninck-Quick Step - EF Education-Nippo - Groupama-FDJ - Ineos Grenadiers - Intermarché-Wanty-Gobert Matériaux - Israel Start-Up Nation - Jumbo-Visma - Lotto Soudal - Movistar Team - Qhubeka Assos - Team BikeExchange - Team DSM - Trek-Segafredo - UAE Team Emirates ProTeams (6)- Alpecin-Fenix - Total Direct Énergie - Bingoal Pauwels Sauces WB - Arkéa-Samsic - Sport Vlaanderen-Baloise - B&B Hotels p/b KTM |
| |

### Lista startowa
| Alpecin-Fenix AFC | Alpecin-Fenix AFC                  | Alpecin-Fenix AFC |
| ----------------- | ---------------------------------- | ----------------- |
| Nr                | Kolarz                             | Miejsce           |
| 1                 | Mathieu van der Poel (NED) (szosa) | 2.                |
| 2                 | Dries De Bondt (BEL) (szosa)       | 49.               |
| 3                 | Silvan Dillier (SUI)               | DNF               |
| 4                 | Jonas Rickaert (BEL)               | 90.               |
| 5                 | Oscar Riesebeek (NED)              | DNF               |
| 6                 | Gianni Vermeersch (BEL)            | 7.                |
| 7                 | Otto Vergaerde (BEL)               | DSQ               |

| Deceuninck-Quick Step DQT | Deceuninck-Quick Step DQT        | Deceuninck-Quick Step DQT |
| ------------------------- | -------------------------------- | ------------------------- |
| Nr                        | Kolarz                           | Miejsce                   |
| 11                        | Julian Alaphilippe (FRA) (szosa) | 42.                       |
| 12                        | Kasper Asgreen (DEN) (szosa)     | 1.                        |
| 13                        | Davide Ballerini (ITA)           | DNF                       |
| 14                        | Tim Declercq (BEL)               | DNF                       |
| 15                        | Florian Sénéchal (FRA)           | 9.                        |
| 16                        | Yves Lampaert (BEL)              | 17.                       |
| 17                        | Bert Van Lerberghe (BEL)         | 75.                       |

| AG2R Citroën Team ACT | AG2R Citroën Team ACT   | AG2R Citroën Team ACT |
| --------------------- | ----------------------- | --------------------- |
| Nr                    | Kolarz                  | Miejsce               |
| 21                    | Greg Van Avermaet (BEL) | 3.                    |
| 22                    | Stan Dewulf (BEL)       | 50.                   |
| 23                    | Oliver Naesen (BEL)     | 33.                   |
| 24                    | Lawrence Naesen (BEL)   | DNF                   |
| 25                    | Michael Schär (SUI)     | DSQ                   |
| 26                    | Damien Touzé (FRA)      | 53.                   |
| 27                    | Gijs Van Hoecke (BEL)   | DNF                   |

| Jumbo-Visma TJV | Jumbo-Visma TJV            | Jumbo-Visma TJV |
| --------------- | -------------------------- | --------------- |
| Nr              | Kolarz                     | Miejsce         |
| 31              | Wout van Aert (BEL)        | 6.              |
| 32              | Edoardo Affini (ITA)       | DNF             |
| 33              | David Dekker (NED)         | 93.             |
| 34              | Pascal Eenkhoorn (NED)     | 94.             |
| 35              | Timo Roosen (NED)          | 97.             |
| 36              | Nathan Van Hooydonck (BEL) | 62.             |
| 37              | Maarten Wynants (BEL)      | 92.             |

| Lotto-Soudal LTS | Lotto-Soudal LTS         | Lotto-Soudal LTS |
| ---------------- | ------------------------ | ---------------- |
| Nr               | Kolarz                   | Miejsce          |
| 41               | John Degenkolb (GER)     | 30.              |
| 42               | Tosh Van der Sande (BEL) | DNF              |
| 43               | Roger Kluge (GER)        | DNF              |
| 44               | Frederik Frison (BEL)    | DNF              |
| 45               | Brent Van Moer (BEL)     | DNF              |
| 46               | Florian Vermeersch (BEL) | DNF              |
| 47               | Tim Wellens (BEL)        | 25.              |

| Trek-Segafredo TFS | Trek-Segafredo TFS   | Trek-Segafredo TFS |
| ------------------ | -------------------- | ------------------ |
| Nr                 | Kolarz               | Miejsce            |
| 51                 | Jasper Stuyven (BEL) | 4.                 |
| 52                 | Koen de Kort (NED)   | 96.                |
| 53                 | Kiel Reijnen (USA)   | DNF                |
| 54                 | Ryan Mullen (IRL)    | DNF                |
| 55                 | Mads Pedersen (DEN)  | DNF                |
| 56                 | Quinn Simmons (USA)  | DNF                |
| 57                 | Edward Theuns (BEL)  | 59.                |

| Bora-Hansgrohe BOH | Bora-Hansgrohe BOH      | Bora-Hansgrohe BOH |
| ------------------ | ----------------------- | ------------------ |
| Nr                 | Kolarz                  | Miejsce            |
| 61                 | Peter Sagan (SVK)       | 15.                |
| 62                 | Maciej Bodnar (POL)     | 104.               |
| 63                 | Marcus Burghardt (GER)  | 14.                |
| 64                 | Daniel Oss (ITA)        | 88.                |
| 65                 | Nils Politt (GER)       | 22.                |
| 66                 | Lukas Pöstlberger (AUT) | DNF                |
| 67                 | Patrick Gamper (AUT)    | DNF                |

| EF Education-Nippo EFN | EF Education-Nippo EFN    | EF Education-Nippo EFN |
| ---------------------- | ------------------------- | ---------------------- |
| Nr                     | Kolarz                    | Miejsce                |
| 71                     | Alberto Bettiol (ITA)     | 28.                    |
| 72                     | Stefan Bissegger (SUI)    | 89.                    |
| 73                     | Michael Valgren (DEN)     | DNF                    |
| 74                     | Jens Keukeleire (BEL)     | DNF                    |
| 75                     | Sebastian Langeveld (NED) | 109.                   |
| 76                     | Jonas Rutsch (GER)        | DNF                    |
| 77                     | Thomas Scully (NZL)       | DNF                    |

| Israel Start-Up Nation ISN | Israel Start-Up Nation ISN | Israel Start-Up Nation ISN |
| -------------------------- | -------------------------- | -------------------------- |
| Nr                         | Kolarz                     | Miejsce                    |
| 81                         | Sep Vanmarcke (BEL)        | 5.                         |
| 82                         | Jenthe Biermans (BEL)      | 26.                        |
| 83                         | Hugo Hofstetter (FRA)      | 24.                        |
| 84                         | Reto Hollenstein (SUI)     | DNF                        |
| 85                         | Guillaume Boivin (CAN)     | 98.                        |
| 86                         | Tom Van Asbroeck (BEL)     | 19.                        |
| 88                         | Alexis Renard (FRA)        | DNF                        |

| Team DSM DSM | Team DSM DSM               | Team DSM DSM |
| ------------ | -------------------------- | ------------ |
| Nr           | Kolarz                     | Miejsce      |
| 91           | Tiesj Benoot (BEL)         | 12.          |
| 92           | Nico Denz (GER)            | 63.          |
| 93           | Nils Eekhoff (NED)         | DNF          |
| 94           | Søren Kragh Andersen (DEN) | 58.          |
| 95           | Joris Nieuwenhuis (NED)    | DNF          |
| 96           | Nikias Arndt (GER)         | DNF          |
| 97           | Jasha Sütterlin (GER)      | DNF          |

| BikeExchange BEX | BikeExchange BEX            | BikeExchange BEX |
| ---------------- | --------------------------- | ---------------- |
| Nr               | Kolarz                      | Miejsce          |
| 101              | Michael Matthews (AUS)      | 21.              |
| 102              | Jack Bauer (NZL)            | 82.              |
| 103              | Luke Durbridge (AUS)        | 87.              |
| 104              | Alexander Edmondson (AUS)   | DNF              |
| 105              | Amund Grøndahl Jansen (NOR) | DNF              |
| 106              | Robert Stannard (AUS)       | 51.              |
| 107              | Luka Mezgec (SLO)           | DNF              |

| UAE Team Emirates UAD | UAE Team Emirates UAD           | UAE Team Emirates UAD |
| --------------------- | ------------------------------- | --------------------- |
| Nr                    | Kolarz                          | Miejsce               |
| 111                   | Alexander Kristoff (NOR)        | 18.                   |
| 112                   | Mikkel Bjerg (DEN)              | DNF                   |
| 113                   | Sven Erik Bystrøm (NOR) (szosa) | 37.                   |
| 114                   | Ryan Gibbons (RSA) (szosa)      | 64.                   |
| 115                   | Vegard Stake Laengen (NOR)      | 105.                  |
| 116                   | Matteo Trentin (ITA)            | 57.                   |
| 117                   | Rui Oliveira (POR)              | 56.                   |

| Qhubeka Assos TQA | Qhubeka Assos TQA             | Qhubeka Assos TQA |
| ----------------- | ----------------------------- | ----------------- |
| Nr                | Kolarz                        | Miejsce           |
| 121               | Victor Campenaerts (BEL)      | 38.               |
| 122               | Dimitri Claeys (BEL)          | 13.               |
| 123               | Michael Gogl (AUT)            | 43.               |
| 124               | Giacomo Nizzolo (ITA) (szosa) | DNF               |
| 125               | Emil Vinjebo (DEN)            | DNF               |
| 126               | Max Walscheid (GER)           | 27.               |
| 127               | Łukasz Wiśniowski (POL)       | 76.               |

| Astana-Premier Tech APT | Astana-Premier Tech APT  | Astana-Premier Tech APT |
| ----------------------- | ------------------------ | ----------------------- |
| Nr                      | Kolarz                   | Miejsce                 |
| 131                     | Jewgienij Fiodorow (KAZ) | DSQ                     |
| 132                     | Jewgienij Gidicz (KAZ)   | DNF                     |
| 133                     | Dmitrij Gruzdiew (KAZ)   | 81.                     |
| 134                     | Hugo Houle (CAN)         | 79.                     |
| 135                     | Nikita Stalnow (KAZ)     | DNF                     |
| 136                     | Artiom Zacharow (KAZ)    | 91.                     |
| 137                     | Benjamin Perry (CAN)     | 70.                     |

| Cofidis COF | Cofidis COF               | Cofidis COF |
| ----------- | ------------------------- | ----------- |
| Nr          | Kolarz                    | Miejsce     |
| 141         | Christophe Laporte (FRA)  | 11.         |
| 142         | Piet Allegaert (BEL)      | 61.         |
| 143         | Tom Bohli (SUI)           | DNF         |
| 144         | Jean-Pierre Drucker (LUX) | DNF         |
| 145         | André Carvalho (POR)      | 111.        |
| 146         | Kenneth Vanbilsen (BEL)   | DNF         |
| 147         | Jelle Wallays (BEL)       | 68.         |

| Bahrain Victorious TBV | Bahrain Victorious TBV  | Bahrain Victorious TBV |
| ---------------------- | ----------------------- | ---------------------- |
| Nr                     | Kolarz                  | Miejsce                |
| 151                    | Sonny Colbrelli (ITA)   | 55.                    |
| 152                    | Dylan Teuns (BEL)       | 35.                    |
| 153                    | Fred Wright (GBR)       | 112.                   |
| 154                    | Marco Haller (AUT)      | 40.                    |
| 155                    | Heinrich Haussler (AUS) | 20.                    |
| 156                    | Jonathan Milan (ITA)    | DNF                    |
| 157                    | Marcel Sieberg (GER)    | 99.                    |

| Groupama-FDJ GFC | Groupama-FDJ GFC            | Groupama-FDJ GFC |
| ---------------- | --------------------------- | ---------------- |
| Nr               | Kolarz                      | Miejsce          |
| 161              | Stefan Küng (SUI) (szosa)   | 44.              |
| 162              | Kevin Geniets (LUX) (szosa) | 52.              |
| 163              | Olivier Le Gac (FRA)        | 65.              |
| 165              | Tobias Ludvigsson (SWE)     | 100.             |
| 166              | Valentin Madouas (FRA)      | 39.              |
| 167              | Antoine Duchesne (CAN)      | DNF              |

| Ineos Grenadiers IGD | Ineos Grenadiers IGD   | Ineos Grenadiers IGD |
| -------------------- | ---------------------- | -------------------- |
| Nr                   | Kolarz                 | Miejsce              |
| 171                  | Thomas Pidcock (GBR)   | 41.                  |
| 172                  | Leonardo Basso (ITA)   | DNF                  |
| 173                  | Owain Doull (GBR)      | DNF                  |
| 174                  | Michał Gołaś (POL)     | 72.                  |
| 175                  | Ethan Hayter (GBR)     | 54.                  |
| 176                  | Luke Rowe (GBR)        | DNF                  |
| 177                  | Dylan van Baarle (NED) | 10.                  |

| Intermarché-Wanty-Gobert Matériaux IWG | Intermarché-Wanty-Gobert Matériaux IWG | Intermarché-Wanty-Gobert Matériaux IWG |
| -------------------------------------- | -------------------------------------- | -------------------------------------- |
| Nr                                     | Kolarz                                 | Miejsce                                |
| 181                                    | Aimé De Gendt (BEL)                    | 34.                                    |
| 182                                    | Danny van Poppel (NED)                 | 16.                                    |
| 183                                    | Wesley Kreder (NED)                    | 106.                                   |
| 184                                    | Taco van der Hoorn (NED)               | 101.                                   |
| 185                                    | Boy van Poppel (NED)                   | 74.                                    |
| 186                                    | Pieter Vanspeybrouck (BEL)             | 108.                                   |
| 187                                    | Loïc Vliegen (BEL)                     | 85.                                    |

| Movistar Team MOV | Movistar Team MOV         | Movistar Team MOV |
| ----------------- | ------------------------- | ----------------- |
| Nr                | Kolarz                    | Miejsce           |
| 191               | Iván García Cortina (ESP) | 23.               |
| 192               | Mathias Norsgaard (DEN)   | 45.               |
| 193               | Imanol Erviti (ESP)       | DNF               |
| 194               | Juri Hollmann (GER)       | 66.               |
| 195               | Johan Jacobs (SUI)        | 78.               |
| 196               | Lluís Mas (ESP)           | 83.               |
| 197               | Gonzalo Serrano (ESP)     | 67.               |

| B&B Hotels p/b KTM BBK | B&B Hotels p/b KTM BBK  | B&B Hotels p/b KTM BBK |
| ---------------------- | ----------------------- | ---------------------- |
| Nr                     | Kolarz                  | Miejsce                |
| 201                    | Bryan Coquard (FRA)     | DNF                    |
| 202                    | Frederik Backaert (BEL) | 102.                   |
| 203                    | Cyril Barthe (FRA)      | 48.                    |
| 204                    | Bert De Backer (BEL)    | 95.                    |
| 205                    | Jens Debusschere (BEL)  | DNF                    |
| 206                    | Jérémy Lecroq (FRA)     | DNF                    |
| 207                    | Cyril Lemoine (FRA)     | 46.                    |

| Bingoal Pauwels Sauces WB BWB | Bingoal Pauwels Sauces WB BWB | Bingoal Pauwels Sauces WB BWB |
| ----------------------------- | ----------------------------- | ----------------------------- |
| Nr                            | Kolarz                        | Miejsce                       |
| 211                           | Timothy Dupont (BEL)          | DNF                           |
| 212                           | Arjen Livyns (BEL)            | 31.                           |
| 213                           | Mathijs Paasschens (NED)      | 71.                           |
| 214                           | Tom Paquot (BEL)              | DNF                           |
| 215                           | Tom Wirtgen (LUX)             | DNF                           |
| 216                           | Jelle Vanendert (BEL)         | 80.                           |
| 217                           | Luc Wirtgen (LUX)             | 69.                           |

| Sport Vlaanderen-Baloise SVB | Sport Vlaanderen-Baloise SVB | Sport Vlaanderen-Baloise SVB |
| ---------------------------- | ---------------------------- | ---------------------------- |
| Nr                           | Kolarz                       | Miejsce                      |
| 221                          | Cédric Beullens (BEL)        | 47.                          |
| 222                          | Lindsay De Vylder (BEL)      | DNF                          |
| 223                          | Arne Marit (BEL)             | DNF                          |
| 224                          | Fabio Van den Bossche (BEL)  | 110.                         |
| 225                          | Ruben Apers (BEL)            | DNF                          |
| 226                          | Jordi Warlop (BEL)           | DNF                          |
| 227                          | Thimo Willems (BEL)          | 60.                          |

| Arkéa-Samsic ARK | Arkéa-Samsic ARK        | Arkéa-Samsic ARK |
| ---------------- | ----------------------- | ---------------- |
| Nr               | Kolarz                  | Miejsce          |
| 231              | Warren Barguil (FRA)    | 36.              |
| 232              | Daniel McLay (GBR)      | 107.             |
| 233              | Benjamin Declercq (BEL) | DNF              |
| 234              | Matis Louvel (FRA)      | 77.              |
| 235              | Clément Russo (FRA)     | 29.              |
| 236              | Christophe Noppe (BEL)  | 103.             |
| 237              | Connor Swift (GBR)      | 73.              |

| Total Direct Énergie TDE | Total Direct Énergie TDE   | Total Direct Énergie TDE |
| ------------------------ | -------------------------- | ------------------------ |
| Nr                       | Kolarz                     | Miejsce                  |
| 241                      | Niki Terpstra (NED)        | 86.                      |
| 242                      | Damien Gaudin (FRA)        | 113.                     |
| 243                      | Edvald Boasson Hagen (NOR) | 84.                      |
| 244                      | Adrien Petit (FRA)         | DNF                      |
| 245                      | Geoffrey Soupe (FRA)       | DNF                      |
| 246                      | Anthony Turgis (FRA)       | 8.                       |
| 247                      | Dries Van Gestel (BEL)     | 32.                      |

| Alpecin-Fenix AFC | Alpecin-Fenix AFC                  | Alpecin-Fenix AFC |
| ----------------- | ---------------------------------- | ----------------- |
| Nr                | Kolarz                             | Miejsce           |
| 1                 | Mathieu van der Poel (NED) (szosa) | 2.                |
| 2                 | Dries De Bondt (BEL) (szosa)       | 49.               |
| 3                 | Silvan Dillier (SUI)               | DNF               |
| 4                 | Jonas Rickaert (BEL)               | 90.               |
| 5                 | Oscar Riesebeek (NED)              | DNF               |
| 6                 | Gianni Vermeersch (BEL)            | 7.                |
| 7                 | Otto Vergaerde (BEL)               | DSQ               |

| Deceuninck-Quick Step DQT | Deceuninck-Quick Step DQT        | Deceuninck-Quick Step DQT |
| ------------------------- | -------------------------------- | ------------------------- |
| Nr                        | Kolarz                           | Miejsce                   |
| 11                        | Julian Alaphilippe (FRA) (szosa) | 42.                       |
| 12                        | Kasper Asgreen (DEN) (szosa)     | 1.                        |
| 13                        | Davide Ballerini (ITA)           | DNF                       |
| 14                        | Tim Declercq (BEL)               | DNF                       |
| 15                        | Florian Sénéchal (FRA)           | 9.                        |
| 16                        | Yves Lampaert (BEL)              | 17.                       |
| 17                        | Bert Van Lerberghe (BEL)         | 75.                       |

| AG2R Citroën Team ACT | AG2R Citroën Team ACT   | AG2R Citroën Team ACT |
| --------------------- | ----------------------- | --------------------- |
| Nr                    | Kolarz                  | Miejsce               |
| 21                    | Greg Van Avermaet (BEL) | 3.                    |
| 22                    | Stan Dewulf (BEL)       | 50.                   |
| 23                    | Oliver Naesen (BEL)     | 33.                   |
| 24                    | Lawrence Naesen (BEL)   | DNF                   |
| 25                    | Michael Schär (SUI)     | DSQ                   |
| 26                    | Damien Touzé (FRA)      | 53.                   |
| 27                    | Gijs Van Hoecke (BEL)   | DNF                   |

| Jumbo-Visma TJV | Jumbo-Visma TJV            | Jumbo-Visma TJV |
| --------------- | -------------------------- | --------------- |
| Nr              | Kolarz                     | Miejsce         |
| 31              | Wout van Aert (BEL)        | 6.              |
| 32              | Edoardo Affini (ITA)       | DNF             |
| 33              | David Dekker (NED)         | 93.             |
| 34              | Pascal Eenkhoorn (NED)     | 94.             |
| 35              | Timo Roosen (NED)          | 97.             |
| 36              | Nathan Van Hooydonck (BEL) | 62.             |
| 37              | Maarten Wynants (BEL)      | 92.             |

| Lotto-Soudal LTS | Lotto-Soudal LTS         | Lotto-Soudal LTS |
| ---------------- | ------------------------ | ---------------- |
| Nr               | Kolarz                   | Miejsce          |
| 41               | John Degenkolb (GER)     | 30.              |
| 42               | Tosh Van der Sande (BEL) | DNF              |
| 43               | Roger Kluge (GER)        | DNF              |
| 44               | Frederik Frison (BEL)    | DNF              |
| 45               | Brent Van Moer (BEL)     | DNF              |
| 46               | Florian Vermeersch (BEL) | DNF              |
| 47               | Tim Wellens (BEL)        | 25.              |

| Trek-Segafredo TFS | Trek-Segafredo TFS   | Trek-Segafredo TFS |
| ------------------ | -------------------- | ------------------ |
| Nr                 | Kolarz               | Miejsce            |
| 51                 | Jasper Stuyven (BEL) | 4.                 |
| 52                 | Koen de Kort (NED)   | 96.                |
| 53                 | Kiel Reijnen (USA)   | DNF                |
| 54                 | Ryan Mullen (IRL)    | DNF                |
| 55                 | Mads Pedersen (DEN)  | DNF                |
| 56                 | Quinn Simmons (USA)  | DNF                |
| 57                 | Edward Theuns (BEL)  | 59.                |

| Bora-Hansgrohe BOH | Bora-Hansgrohe BOH      | Bora-Hansgrohe BOH |
| ------------------ | ----------------------- | ------------------ |
| Nr                 | Kolarz                  | Miejsce            |
| 61                 | Peter Sagan (SVK)       | 15.                |
| 62                 | Maciej Bodnar (POL)     | 104.               |
| 63                 | Marcus Burghardt (GER)  | 14.                |
| 64                 | Daniel Oss (ITA)        | 88.                |
| 65                 | Nils Politt (GER)       | 22.                |
| 66                 | Lukas Pöstlberger (AUT) | DNF                |
| 67                 | Patrick Gamper (AUT)    | DNF                |

| EF Education-Nippo EFN | EF Education-Nippo EFN    | EF Education-Nippo EFN |
| ---------------------- | ------------------------- | ---------------------- |
| Nr                     | Kolarz                    | Miejsce                |
| 71                     | Alberto Bettiol (ITA)     | 28.                    |
| 72                     | Stefan Bissegger (SUI)    | 89.                    |
| 73                     | Michael Valgren (DEN)     | DNF                    |
| 74                     | Jens Keukeleire (BEL)     | DNF                    |
| 75                     | Sebastian Langeveld (NED) | 109.                   |
| 76                     | Jonas Rutsch (GER)        | DNF                    |
| 77                     | Thomas Scully (NZL)       | DNF                    |

| Israel Start-Up Nation ISN | Israel Start-Up Nation ISN | Israel Start-Up Nation ISN |
| -------------------------- | -------------------------- | -------------------------- |
| Nr                         | Kolarz                     | Miejsce                    |
| 81                         | Sep Vanmarcke (BEL)        | 5.                         |
| 82                         | Jenthe Biermans (BEL)      | 26.                        |
| 83                         | Hugo Hofstetter (FRA)      | 24.                        |
| 84                         | Reto Hollenstein (SUI)     | DNF                        |
| 85                         | Guillaume Boivin (CAN)     | 98.                        |
| 86                         | Tom Van Asbroeck (BEL)     | 19.                        |
| 88                         | Alexis Renard (FRA)        | DNF                        |

| Team DSM DSM | Team DSM DSM               | Team DSM DSM |
| ------------ | -------------------------- | ------------ |
| Nr           | Kolarz                     | Miejsce      |
| 91           | Tiesj Benoot (BEL)         | 12.          |
| 92           | Nico Denz (GER)            | 63.          |
| 93           | Nils Eekhoff (NED)         | DNF          |
| 94           | Søren Kragh Andersen (DEN) | 58.          |
| 95           | Joris Nieuwenhuis (NED)    | DNF          |
| 96           | Nikias Arndt (GER)         | DNF          |
| 97           | Jasha Sütterlin (GER)      | DNF          |

| BikeExchange BEX | BikeExchange BEX            | BikeExchange BEX |
| ---------------- | --------------------------- | ---------------- |
| Nr               | Kolarz                      | Miejsce          |
| 101              | Michael Matthews (AUS)      | 21.              |
| 102              | Jack Bauer (NZL)            | 82.              |
| 103              | Luke Durbridge (AUS)        | 87.              |
| 104              | Alexander Edmondson (AUS)   | DNF              |
| 105              | Amund Grøndahl Jansen (NOR) | DNF              |
| 106              | Robert Stannard (AUS)       | 51.              |
| 107              | Luka Mezgec (SLO)           | DNF              |

| UAE Team Emirates UAD | UAE Team Emirates UAD           | UAE Team Emirates UAD |
| --------------------- | ------------------------------- | --------------------- |
| Nr                    | Kolarz                          | Miejsce               |
| 111                   | Alexander Kristoff (NOR)        | 18.                   |
| 112                   | Mikkel Bjerg (DEN)              | DNF                   |
| 113                   | Sven Erik Bystrøm (NOR) (szosa) | 37.                   |
| 114                   | Ryan Gibbons (RSA) (szosa)      | 64.                   |
| 115                   | Vegard Stake Laengen (NOR)      | 105.                  |
| 116                   | Matteo Trentin (ITA)            | 57.                   |
| 117                   | Rui Oliveira (POR)              | 56.                   |

| Qhubeka Assos TQA | Qhubeka Assos TQA             | Qhubeka Assos TQA |
| ----------------- | ----------------------------- | ----------------- |
| Nr                | Kolarz                        | Miejsce           |
| 121               | Victor Campenaerts (BEL)      | 38.               |
| 122               | Dimitri Claeys (BEL)          | 13.               |
| 123               | Michael Gogl (AUT)            | 43.               |
| 124               | Giacomo Nizzolo (ITA) (szosa) | DNF               |
| 125               | Emil Vinjebo (DEN)            | DNF               |
| 126               | Max Walscheid (GER)           | 27.               |
| 127               | Łukasz Wiśniowski (POL)       | 76.               |

| Astana-Premier Tech APT | Astana-Premier Tech APT  | Astana-Premier Tech APT |
| ----------------------- | ------------------------ | ----------------------- |
| Nr                      | Kolarz                   | Miejsce                 |
| 131                     | Jewgienij Fiodorow (KAZ) | DSQ                     |
| 132                     | Jewgienij Gidicz (KAZ)   | DNF                     |
| 133                     | Dmitrij Gruzdiew (KAZ)   | 81.                     |
| 134                     | Hugo Houle (CAN)         | 79.                     |
| 135                     | Nikita Stalnow (KAZ)     | DNF                     |
| 136                     | Artiom Zacharow (KAZ)    | 91.                     |
| 137                     | Benjamin Perry (CAN)     | 70.                     |

| Cofidis COF | Cofidis COF               | Cofidis COF |
| ----------- | ------------------------- | ----------- |
| Nr          | Kolarz                    | Miejsce     |
| 141         | Christophe Laporte (FRA)  | 11.         |
| 142         | Piet Allegaert (BEL)      | 61.         |
| 143         | Tom Bohli (SUI)           | DNF         |
| 144         | Jean-Pierre Drucker (LUX) | DNF         |
| 145         | André Carvalho (POR)      | 111.        |
| 146         | Kenneth Vanbilsen (BEL)   | DNF         |
| 147         | Jelle Wallays (BEL)       | 68.         |

| Bahrain Victorious TBV | Bahrain Victorious TBV  | Bahrain Victorious TBV |
| ---------------------- | ----------------------- | ---------------------- |
| Nr                     | Kolarz                  | Miejsce                |
| 151                    | Sonny Colbrelli (ITA)   | 55.                    |
| 152                    | Dylan Teuns (BEL)       | 35.                    |
| 153                    | Fred Wright (GBR)       | 112.                   |
| 154                    | Marco Haller (AUT)      | 40.                    |
| 155                    | Heinrich Haussler (AUS) | 20.                    |
| 156                    | Jonathan Milan (ITA)    | DNF                    |
| 157                    | Marcel Sieberg (GER)    | 99.                    |

| Groupama-FDJ GFC | Groupama-FDJ GFC            | Groupama-FDJ GFC |
| ---------------- | --------------------------- | ---------------- |
| Nr               | Kolarz                      | Miejsce          |
| 161              | Stefan Küng (SUI) (szosa)   | 44.              |
| 162              | Kevin Geniets (LUX) (szosa) | 52.              |
| 163              | Olivier Le Gac (FRA)        | 65.              |
| 165              | Tobias Ludvigsson (SWE)     | 100.             |
| 166              | Valentin Madouas (FRA)      | 39.              |
| 167              | Antoine Duchesne (CAN)      | DNF              |

| Ineos Grenadiers IGD | Ineos Grenadiers IGD   | Ineos Grenadiers IGD |
| -------------------- | ---------------------- | -------------------- |
| Nr                   | Kolarz                 | Miejsce              |
| 171                  | Thomas Pidcock (GBR)   | 41.                  |
| 172                  | Leonardo Basso (ITA)   | DNF                  |
| 173                  | Owain Doull (GBR)      | DNF                  |
| 174                  | Michał Gołaś (POL)     | 72.                  |
| 175                  | Ethan Hayter (GBR)     | 54.                  |
| 176                  | Luke Rowe (GBR)        | DNF                  |
| 177                  | Dylan van Baarle (NED) | 10.                  |

| Intermarché-Wanty-Gobert Matériaux IWG | Intermarché-Wanty-Gobert Matériaux IWG | Intermarché-Wanty-Gobert Matériaux IWG |
| -------------------------------------- | -------------------------------------- | -------------------------------------- |
| Nr                                     | Kolarz                                 | Miejsce                                |
| 181                                    | Aimé De Gendt (BEL)                    | 34.                                    |
| 182                                    | Danny van Poppel (NED)                 | 16.                                    |
| 183                                    | Wesley Kreder (NED)                    | 106.                                   |
| 184                                    | Taco van der Hoorn (NED)               | 101.                                   |
| 185                                    | Boy van Poppel (NED)                   | 74.                                    |
| 186                                    | Pieter Vanspeybrouck (BEL)             | 108.                                   |
| 187                                    | Loïc Vliegen (BEL)                     | 85.                                    |

| Movistar Team MOV | Movistar Team MOV         | Movistar Team MOV |
| ----------------- | ------------------------- | ----------------- |
| Nr                | Kolarz                    | Miejsce           |
| 191               | Iván García Cortina (ESP) | 23.               |
| 192               | Mathias Norsgaard (DEN)   | 45.               |
| 193               | Imanol Erviti (ESP)       | DNF               |
| 194               | Juri Hollmann (GER)       | 66.               |
| 195               | Johan Jacobs (SUI)        | 78.               |
| 196               | Lluís Mas (ESP)           | 83.               |
| 197               | Gonzalo Serrano (ESP)     | 67.               |

| B&B Hotels p/b KTM BBK | B&B Hotels p/b KTM BBK  | B&B Hotels p/b KTM BBK |
| ---------------------- | ----------------------- | ---------------------- |
| Nr                     | Kolarz                  | Miejsce                |
| 201                    | Bryan Coquard (FRA)     | DNF                    |
| 202                    | Frederik Backaert (BEL) | 102.                   |
| 203                    | Cyril Barthe (FRA)      | 48.                    |
| 204                    | Bert De Backer (BEL)    | 95.                    |
| 205                    | Jens Debusschere (BEL)  | DNF                    |
| 206                    | Jérémy Lecroq (FRA)     | DNF                    |
| 207                    | Cyril Lemoine (FRA)     | 46.                    |

| Bingoal Pauwels Sauces WB BWB | Bingoal Pauwels Sauces WB BWB | Bingoal Pauwels Sauces WB BWB |
| ----------------------------- | ----------------------------- | ----------------------------- |
| Nr                            | Kolarz                        | Miejsce                       |
| 211                           | Timothy Dupont (BEL)          | DNF                           |
| 212                           | Arjen Livyns (BEL)            | 31.                           |
| 213                           | Mathijs Paasschens (NED)      | 71.                           |
| 214                           | Tom Paquot (BEL)              | DNF                           |
| 215                           | Tom Wirtgen (LUX)             | DNF                           |
| 216                           | Jelle Vanendert (BEL)         | 80.                           |
| 217                           | Luc Wirtgen (LUX)             | 69.                           |

| Sport Vlaanderen-Baloise SVB | Sport Vlaanderen-Baloise SVB | Sport Vlaanderen-Baloise SVB |
| ---------------------------- | ---------------------------- | ---------------------------- |
| Nr                           | Kolarz                       | Miejsce                      |
| 221                          | Cédric Beullens (BEL)        | 47.                          |
| 222                          | Lindsay De Vylder (BEL)      | DNF                          |
| 223                          | Arne Marit (BEL)             | DNF                          |
| 224                          | Fabio Van den Bossche (BEL)  | 110.                         |
| 225                          | Ruben Apers (BEL)            | DNF                          |
| 226                          | Jordi Warlop (BEL)           | DNF                          |
| 227                          | Thimo Willems (BEL)          | 60.                          |

| Arkéa-Samsic ARK | Arkéa-Samsic ARK        | Arkéa-Samsic ARK |
| ---------------- | ----------------------- | ---------------- |
| Nr               | Kolarz                  | Miejsce          |
| 231              | Warren Barguil (FRA)    | 36.              |
| 232              | Daniel McLay (GBR)      | 107.             |
| 233              | Benjamin Declercq (BEL) | DNF              |
| 234              | Matis Louvel (FRA)      | 77.              |
| 235              | Clément Russo (FRA)     | 29.              |
| 236              | Christophe Noppe (BEL)  | 103.             |
| 237              | Connor Swift (GBR)      | 73.              |

| Total Direct Énergie TDE | Total Direct Énergie TDE   | Total Direct Énergie TDE |
| ------------------------ | -------------------------- | ------------------------ |
| Nr                       | Kolarz                     | Miejsce                  |
| 241                      | Niki Terpstra (NED)        | 86.                      |
| 242                      | Damien Gaudin (FRA)        | 113.                     |
| 243                      | Edvald Boasson Hagen (NOR) | 84.                      |
| 244                      | Adrien Petit (FRA)         | DNF                      |
| 245                      | Geoffrey Soupe (FRA)       | DNF                      |
| 246                      | Anthony Turgis (FRA)       | 8.                       |
| 247                      | Dries Van Gestel (BEL)     | 32.                      |

Legenda: DNF – nie ukończył, OTL – przekroczył limit czasu, DNS – nie wystartował, DSQ – zdyskwalifikowany.

## Klasyfikacja generalna
| \| Klasyfikacja generalna \| Klasyfikacja generalna \| Klasyfikacja generalna \| Klasyfikacja generalna \| Klasyfikacja generalna \| \| Kolarz \| Kolarz \| Państwo \| Drużyna \| Czas \| \| ---------------------- \| ---------------------- \| ---------------------- \| ---------------------------------- \| ---------------------- \| \| 1. \| Kasper Asgreen \| Dania \| Deceuninck-Quick Step \| 6h 02' 12" \| \| 2. \| Mathieu van der Poel \| Holandia \| Alpecin-Fenix \| + 0" \| \| 3. \| Greg Van Avermaet \| Belgia \| AG2R Citroën Team \| + 32" \| \| 4. \| Jasper Stuyven \| Belgia \| Trek-Segafredo \| + 33" \| \| 5. \| Sep Vanmarcke \| Belgia \| Israel Start-Up Nation \| + 47" \| \| 6. \| Wout van Aert \| Belgia \| Jumbo-Visma \| + 47" \| \| 7. \| Gianni Vermeersch \| Belgia \| Alpecin-Fenix \| + 47" \| \| 8. \| Anthony Turgis \| Francja \| Total Direct Énergie \| + 47" \| \| 9. \| Florian Sénéchal \| Francja \| Deceuninck-Quick Step \| + 47" \| \| 10. \| Dylan van Baarle \| Holandia \| Ineos Grenadiers \| + 47" \| \| 11. \| Christophe Laporte \| Francja \| Cofidis \| + 47" \| \| 12. \| Tiesj Benoot \| Belgia \| Team DSM \| + 49" \| \| 13. \| Dimitri Claeys \| Belgia \| Qhubeka Assos \| + 2' 15" \| \| 14. \| Marcus Burghardt \| Niemcy \| Bora-Hansgrohe \| + 2' 15" \| \| 15. \| Peter Sagan \| Słowacja \| Bora-Hansgrohe \| + 2' 15" \| \| 16. \| Danny van Poppel \| Holandia \| Intermarché-Wanty-Gobert Matériaux \| + 2' 15" \| \| 17. \| Yves Lampaert \| Belgia \| Deceuninck-Quick Step \| + 2' 15" \| \| 18. \| Alexander Kristoff \| Norwegia \| UAE Team Emirates \| + 2' 15" \| \| 19. \| Tom Van Asbroeck \| Belgia \| Israel Start-Up Nation \| + 2' 15" \| \| 20. \| Heinrich Haussler \| Australia \| Bahrain Victorious \| + 2' 15" \| |                      |           |                                    |            |
| |                      |           |                                    |            |
| Źródło: ProCyclingStats |                      |           |                                    |            |
| Klasyfikacja generalna |                      |           |                                    |            |
| Kolarz | Kolarz               | Państwo   | Drużyna                            | Czas       |
| 1. | Kasper Asgreen       | Dania     | Deceuninck-Quick Step              | 6h 02' 12" |
| 2. | Mathieu van der Poel | Holandia  | Alpecin-Fenix                      | + 0"       |
| 3. | Greg Van Avermaet    | Belgia    | AG2R Citroën Team                  | + 32"      |
| 4. | Jasper Stuyven       | Belgia    | Trek-Segafredo                     | + 33"      |
| 5. | Sep Vanmarcke        | Belgia    | Israel Start-Up Nation             | + 47"      |
| 6. | Wout van Aert        | Belgia    | Jumbo-Visma                        | + 47"      |
| 7. | Gianni Vermeersch    | Belgia    | Alpecin-Fenix                      | + 47"      |
| 8. | Anthony Turgis       | Francja   | Total Direct Énergie               | + 47"      |
| 9. | Florian Sénéchal     | Francja   | Deceuninck-Quick Step              | + 47"      |
| 10. | Dylan van Baarle     | Holandia  | Ineos Grenadiers                   | + 47"      |
| 11. | Christophe Laporte   | Francja   | Cofidis                            | + 47"      |
| 12. | Tiesj Benoot         | Belgia    | Team DSM                           | + 49"      |
| 13. | Dimitri Claeys       | Belgia    | Qhubeka Assos                      | + 2' 15"   |
| 14. | Marcus Burghardt     | Niemcy    | Bora-Hansgrohe                     | + 2' 15"   |
| 15. | Peter Sagan          | Słowacja  | Bora-Hansgrohe                     | + 2' 15"   |
| 16. | Danny van Poppel     | Holandia  | Intermarché-Wanty-Gobert Matériaux | + 2' 15"   |
| 17. | Yves Lampaert        | Belgia    | Deceuninck-Quick Step              | + 2' 15"   |
| 18. | Alexander Kristoff   | Norwegia  | UAE Team Emirates                  | + 2' 15"   |
| 19. | Tom Van Asbroeck     | Belgia    | Israel Start-Up Nation             | + 2' 15"   |
| 20. | Heinrich Haussler    | Australia | Bahrain Victorious                 | + 2' 15"   |